# Luxembourg Song Contest 2024
La prima edizione del Luxembourg Song Contest si è svolta il 27 gennaio 2024 e ha selezionato il rappresentante del Lussemburgo all'Eurovision Song Contest 2024 a Malmö.
La vincitrice è stata Tali con Fighter.

## Organizzazione
Il 12 maggio 2023, durante una conferenza stampa dedicata all'Eurovision Song Contest 2023 a Liverpool, l'UER e l'emittente Radio Télévision Luxembourg (RTL) hanno confermato la presenza del Lussemburgo all'edizione 2024 della manifestazione per la prima volta dal 1993.
Il successivo 3 luglio RTL ha confermato l'utilizzo di una selezione nazionale, successivamente rinominata Luxembourg Song Contest, per la scelta del proprio rappresentante nazionale. Nel medesimo giorno, l'emittente ha dato la possibilità agli aspiranti partecipanti di inviare i propri brani entro il successivo 1º ottobre, con la condizione che fossero cittadini o residenti permanenti nel Lussemburgo.
L'evento si è svolto in un'unica serata presso la Rockhal di Esch-sur-Alzette, e ha visto 8 artisti sfidarsi per la possibilità di rappresentare il Granducato all'Eurovision Song Contest. Il voto è stato suddiviso in due fasi: una combinazione di 8 giurie internazionali da 5 membri ciascuna e il voto del pubblico, che ha potuto esprimere la propria preferenza attraverso una piattaforma online apposita, ha deciso i primi 3 classificati nella prima fase, dopo l'azzeramento dei voti precedenti essi si sono nuovamente esibiti e sono stati votati dal medesimo sistema, decretando il vincitore nel secondo round.

## Partecipanti
L'emittente RTL, con l'ausilio di una giuria tecnica internazionale composta da Alex Panayī, Cesár Sampson, Christer Björkman, Jan Bors e Tali Eshkoli, ha selezionato gli 8 partecipanti fra le 459 proposte ricevute, che sono stati resi noti l'11 dicembre 2023, mentre i brani sono stati presentati il 9 gennaio 2024.
| Artista         | Titolo               | Lingua            | Compositori                                                       |
| --------------- | -------------------- | ----------------- | ----------------------------------------------------------------- |
| Angy & Rafa Ela | Drop                 | Inglese           | Angy Sciacqua, Martin Kleveland, Siv Marit Egsith                 |
| Chalid          | Hold On              | Inglese           | Jimmy Jansson, Peter Boström, Thomas G:son                        |
| Edsun           | Finally Alive        | Inglese           | Edson Pires Domingos, Jana Bahrich, Sergio Manique Jr.            |
| Joel Marques    | Believer             | Inglese           | Brice Lebel, Clément Mouillard, Marvin Dupré                      |
| Krick           | Drowning in the Rain | Inglese           | Andreas Stone Johansson, Elsa Søllesvik, Tom Oehler               |
| Naomi Ayé       | Paumée sur terre     | Francese          | Eddy Pradelles, Manon Romiti, Silvio Lisbonne                     |
| One Last Time   | Devil in the Detail  | Inglese           | Albin Fredy Ljungqvist, Bruce R. F. Smith, Jonas Holteberg Jensen |
| Tali            | Fighter              | Francese, inglese | Ana Zimmer, Dario Faini, Manon Romiti, Silvio Lisbonne            |

## Finale
La finale si è tenuta il 27 gennaio 2024 presso il Rockhal di Esch-sur-Alzette. L'ordine d'uscita è stato reso noto poco prima dell'inizio della competizione.
Vicky Léandros e Anne-Marie David, vincitrici rispettivamente dell'Eurovision Song Contest 1972 e 1973, hanno aperto la serata con degli estratti con le loro canzoni Après toi e Tu te reconnaîtras, seguiti da gli otto partecipanti che si sono esibiti con Poupée de cire, poupée de son di France Gall, brano vincitore dell'Eurovision Song Contest 1965. Durante l'Interval Act si sono esibiti Katrina Leskanich (vincitrice dell'Eurovision Song Contest 1997 come parte dei Katrina and the Waves), Charlotte Perrelli (vincitrice dell'Eurovision Song Contest 1998), Ruslana (vincitrice dell'Eurovision Song Contest 2004) e Alexander Rybak (vincitore dell'Eurovision Song Contest 2009) che si sono esibiti con i loro brani eurovisivi.
| # | Artista         | Titolo               | Punteggio | Punteggio | Punteggio | Posizione |
| # | Artista         | Titolo               | Giuria    | Televoto  | Totale    | Posizione |
| - | --------------- | -------------------- | --------- | --------- | --------- | --------- |
| 1 | Joel Marques    | Believer             | 44        | 59        | 103       | 3         |
| 2 | Edsun           | Finally Alive        | 16        | 17        | 34        | 7         |
| 3 | Naomi Ayé       | Paumée sur terre     | 58        | 19        | 77        | 4         |
| 4 | Angy & Rafa Ela | Drop                 | 30        | 22        | 52        | 5         |
| 5 | One Last Time   | Devil in the Detail  | 18        | 29        | 47        | 6         |
| 6 | Krick           | Drowning in the Rain | 94        | 103       | 197       | 1         |
| 7 | Chalid          | Hold On              | 2         | 27        | 29        | 8         |
| 8 | Tali            | Fighter              | 74        | 74        | 148       | 2         |

### Superfinale
| # | Artista      | Titolo               | Punteggio | Punteggio | Punteggio | Posizione |
| # | Artista      | Titolo               | Giuria    | Televoto  | Totale    | Posizione |
| - | ------------ | -------------------- | --------- | --------- | --------- | --------- |
| 1 | Joel Marques | Believer             | 66        | 70        | 136       | 3         |
| 2 | Krick        | Drowning in the Rain | 80        | 97        | 177       | 2         |
| 3 | Tali         | Fighter              | 94        | 84        | 178       | 1         |

| Brano                | GBR | CYP | BEL | SVN | DEU | PRT | FRA | SWE | Totale |
| -------------------- | --- | --- | --- | --- | --- | --- | --- | --- | ------ |
| Believer             | 8   | 8   | 10  | 8   | 8   | 8   | 8   | 8   | 66     |
| Drowning in the Rain | 10  | 10  | 8   | 10  | 12  | 10  | 10  | 10  | 80     |
| Fighter              | 12  | 12  | 12  | 12  | 10  | 12  | 12  | 12  | 94     |